# Mynai
Mynai (Минай) é uma vila no raion de Uzhhorod, Zakarpattya, Ucrânia. É Separada de Uzhhorod pela Rua Mozaiskoho.

## Geografia
| Latitude  | 48,58909° ou 48° 35' 21" norte |
| Longitude | 22,27718° ou 22° 16' 38" leste |
| População | 3.090                          |
| Elevação  | 111 metros (364 pés)           |